# Llista de Platges Costa Oriental d'Astúries
Aquesta llista arreplega les platges de la Costa oriental d'Astúries, que segons autors s'estén des de Sant Vicent de la Barquera a Ribadesella; o bé des de la parròquia de Colombres fins al concejo de Villaviciosa.
Entre els concejos de Llanes i Ribadedeva, està integrat l'anomenat “Paisatge protegit de la Costa Oriental”. Zona de penya-segats amb platges exteriors i interiors com la de platja de Gulpiyuri o la de Cobijeru.
A més, la zona compresa entre els concejos de Ribadesella i Villaviciosa, que per a alguns autors forma part de la costa central, presenten unes platges catalogades com ZEPA, com LIC i fins i tot com a Monument natural, malgrat no estar emmarcades en el “Paisatge protegit de la Costa Oriental”. Destaca, per exemple, la zona de la Ria de Villaviciosa, declarada Reserva Natural Parcial.

## Caravia
| Nom de la Platja               | Aspectes medioambientals | Sól i entorn                               | longitudxamplada(m) | Localització | concejo | Coordenades                                          | Imatge            |
| ------------------------------ | ------------------------ | ------------------------------------------ | ------------------- | ------------ | ------- | ---------------------------------------------------- | ----------------- |
| Platja de La Espasa            | Vegetació en la platja.  | Sorra de gra fi i daurat. Semiurbana       | 1200 x 60           | La Espasa    | Caravia | 43° 28′ 26″ N, 5° 12′ 56″ O / 43.473788°N,5.215459°O | miniaturadeimagen |
| Platja de El Pozo de las Pipas | Vegetació en la platja.  | Sorra de gra fi i daurat. Semiurbana       | 75 x 50             | La Espasa    | Caravia | 43° 28′ 26″ N, 5° 12′ 56″ O / 43.473788°N,5.215459°O |                   |
| Platja de El Viso              | Vegetació en la platja.  | Roques i ) de gra fi i daurat. Semiurbana  | 275 x 50            | Duesos       | Caravia | 43° 28′ 31″ N, 5° 11′ 58″ O / 43.475408°N,5.199451°O |                   |
| Platja de Beciella             | Vegetació en la platja.  | Pedres i Sorra de gra fi i torrat. Aïllada | 170 x 52            | Duesos       | Caravia | 43° 28′ 31″ N, 5° 11′ 58″ O / 43.475408°N,5.199451°O |                   |
| Platja Arenal de Morís         | Vegetació en la playa.   | Sorra de gra fi i torrat. Semiurbana       | 770 x 65            | Prado        | Caravia | 43° 28′ 27″ N, 5° 10′ 35″ O / 43.474287°N,5.176449°O |                   |

## Colunga
| Nom de la Platja      | Aspectes medioambientals                      | Sól i entorn                                                  | longitudxamplada(m) | Localització | concejo | Coordenades                                          | Imatge            |
| --------------------- | --------------------------------------------- | ------------------------------------------------------------- | ------------------- | ------------ | ------- | ---------------------------------------------------- | ----------------- |
| Platja de El Escanu   | No té cap mena de protecció                   | Sorra de gra fi i torrat. Urbana                              | 100 x 10            | Llastres     | Colunga | 43° 30′ 54″ N, 5° 16′ 06″ O / 43.515008°N,5.268459°O |                   |
| Platja de Llastres    | Vegetació en la platja. LIC                   | Pedres/Grava i Sorra de gra fi i daurat. Semiurbana           | 300 x 27            | Llastres     | Colunga | 43° 30′ 26″ N, 5° 16′ 15″ O / 43.507227°N,5.27082°O  | miniaturadeimagen |
| Platja de La Griega   | Vegetació en la platja. Monument natural. LIC | Sorra de gra gruixut i daurat. Semiurbana                     | 820 x 82            | Llastres     | Colunga | 43° 30′ 01″ N, 5° 15′ 43″ O / 43.500317°N,5.261936°O | miniaturadeimagen |
| Platja de La Isla     | Vegetació en la platja.                       | Sorra de gra gruixut i daurat amb afloraments rocosos. Urbana | 80 x 50             | La Isla      | Colunga | 43° 28′ 47″ N, 5° 13′ 31″ O / 43.479643°N,5.225286°O | miniaturadeimagen |
| Platja de El Barrigón | Vegetació en la platja.                       | Sorra de gra gruixut i daurat. Semiurbana                     | 50 x 25             | La Isla      | Colunga | 43° 28′ 47″ N, 5° 13′ 31″ O / 43.479643°N,5.225286°O | miniaturadeimagen |

## Llanes
| Nom de la Platja                         | Aspectes medioambientals                   | Sól i entorn | longitudxamplada(m)       | Localització       | concejo | Coordenades                                          | Imatge |
| ---------------------------------------- | ------------------------------------------ | --- | ------------------------- | ------------------ | ------- | ---------------------------------------------------- | ------ |
| Platja de Villanueva                     | Vegetació a la Platja. Protecció ZEPA, LIC | Sorra de gra mitjà i daurat, i afloraments rocosos. Aïllada                                                     | 20 x 50                   | Villanueva de Pría | Llanes  | 43° 27′ 32″ N, 4° 56′ 42″ O / 43.458776°N,4.945049°O |        |
| Platja de Cuevas del Mar                 | Vegetació a la Platja. Protecció ZEPA, LIC | Sorra de gra fi i blanc, i presència de códols. Semiurbana                                                      | 125 x 47                  |                    | Llanes  | 43° 27′ 23″ N, 4° 56′ 16″ O / 43.456252°N,4.93784°O  |        |
| Platja de San Antonio (Picones)          | Vegetació a la Platja. Protecció ZEPA, LIC | Sorra de gra fi i daurat. Semiurbana                                                                            | 70 x 47                   | Nueva (Llanes)     | Llanes  | 43° 27′ 06″ N, 4° 54′ 18″ O / 43.451797°N,4.904966°O |        |
| Platja La Huelga i Platja de la Canalina | Vegetació a la Platja. Protecció ZEPA, LIC | Pedres/Roca/Sorra a la Huelga; i roca i Sorra fina i blanca a La Canalina. Aïllada                              | 62 x 180                  | Hontoria           | Llanes  | 43° 26′ 54″ N, 4° 53′ 45″ O / 43.448433°N,4.895868°O |        |
| Platja de Gulpiyuri                      | Vegetació a la Platja. Protecció ZEPA, LIC | Sorra de gra fi i blanc. Semiurbana                                                                             | 40 x 15                   | Naves              | Llanes  | 43° 26′ 30″ N, 4° 53′ 13″ O / 43.441724°N,4.886856°O |        |
| Platja de San Antolín                    | Vegetació a la Platja. Protecció ZEPA, LIC | Sorra de gra mitjà i blanc, amb algun códol. Semiurbana                                                         | 1200 x 60                 | Naves              | Llanes  | 43° 26′ 34″ N, 4° 52′ 06″ O / 43.442762°N,4.868445°O |        |
| Platja de Torimbia                       | Vegetació a la Platja. Protecció ZEPA, LIC | Sorra blanca i fina i pedres. Aïllada                                                                           | 500 x 100                 | Niembro            | Llanes  | 43° 26′ 29″ N, 4° 51′ 09″ O / 43.441329°N,4.852438°O |        |
| Platja de Pestaña                        | Vegetació a la Platja. Protecció ZEPA, LIC | Sorra blanca de gra grueso. Aïllada                                                                             | 100 x 50                  | Llames de Pría     | Llanes  | 43° 26′ 37″ N, 4° 51′ 38″ O / 43.44351°N,4.860635°O  |        |
| Platja de Guadamía                       | Vegetació a la Platja. Protecció ZEPA, LIC | pedres i Sorra blanca i fina. Semiurbana                                                                        | 80 x 120                  | Llames de Pría     | Llanes  | 43° 27′ 22″ N, 4° 58′ 54″ O / 43.45619°N,4.98157°O   |        |
| Platges de Sovalle, Valle i Niembro      | Vegetació a la Platja. Protecció ZEPA, LIC | Roca/Grava/Sorra blanca. Semiurbana                                                                             | 300 x 100/120 x 25/160x25 | Llames de Pría     | Llanes  | 43° 26′ 41″ N, 4° 50′ 26″ O / 43.4446°N,4.840593°O   |        |
| Platges de Xiglú, Sorraos i Barro        | Vegetació a la Platja. Protecció ZEPA, LIC | Roca/Sorra, presatando a Xiglu también pedres, de gra fi i blanc.Barro urbana; Sorraos semiurbana; Xiglu urbana | 250 x 60/100 x 41/30 x 12 | Barro (Llanes)     | Llanes  | 43° 26′ 09″ N, 4° 49′ 33″ O / 43.435844°N,4.825702°O |        |
| Platja de Troenzo (Llanes)               | Vegetació a la Platja. Protecció ZEPA, LIC | Sorra de gra fi i blanc. Semiurbana                                                                             | 120 x 65                  | Celorio            | Llanes  | 43° 26′ 08″ N, 4° 49′ 07″ O / 43.43547°N,4.818535°O  |        |
| Platja de Borizu                         | Vegetació a la Platja. Protecció ZEPA, LIC | Sorra de gra fi i blanc. Semiurbana                                                                             | 400 x 67                  | Celorio            | Llanes  | 43° 26′ 04″ N, 4° 48′ 52″ O / 43.434379°N,4.814544°O |        |
| Platja de Palombina                      | Vegetació a la Platja. Protecció ZEPA, LIC | Sorra de gra fi i blanc. Urbana                                                                                 | 300 x 84                  | Celorio            | Llanes  | 43° 25′ 56″ N, 4° 48′ 37″ O / 43.432323°N,4.810295°O |        |
| Platges de Las Cámaras i Los Curas       | Vegetació a la Platja. Protecció ZEPA, LIC | Sorra de gra fi i blanc. Urbana                                                                                 | 100 x 65                  | Celorio            | Llanes  | 43° 25′ 51″ N, 4° 48′ 31″ O / 43.430827°N,4.808536°O |        |
| Platja de San Martín                     | Vegetació a la Platja. Protecció ZEPA, LIC | Sorra de gra fi i tostado. Aïllada                                                                              | 750 x 52                  | Celorio            | Llanes  | 43° 25′ 50″ N, 4° 47′ 32″ O / 43.430453°N,4.792228°O |        |
| Platja de Portiello                      | Vegetació a la Platja. Protecció ZEPA, LIC | Sorra de gra fi i blanc. Aïllada                                                                                | 35 x 25                   | Celorio            | Llanes  | 43° 24′ 52″ N, 4° 44′ 27″ O / 43.414494°N,4.740944°O |        |
| Platja de la Tayada                      | Vegetació a la Platja. Protecció ZEPA, LIC | Sorra de gra fi i blanc. Aïllada                                                                                | 100 x 45                  | Celorio            | Llanes  | 43° 26′ 15″ N, 4° 46′ 54″ O / 43.437371°N,4.781566°O |        |
| Platja de Poo                            | Vegetació a la Platja. Protecció ZEPA, LIC | Sorra de gra fi i daurat. Semiurbana                                                                            | 150 x 100                 | Llanes             | Llanes  | 43° 25′ 42″ N, 4° 47′ 03″ O / 43.428333°N,4.784074°O |        |
| Platja de El Sablón                      | Vegetació a la Platja. Protecció ZEPA, LIC | Sorra de gra fi i blanc. Urbana                                                                                 | 100 x 42                  | Llanes             | Llanes  | 43° 25′ 21″ N, 4° 45′ 14″ O / 43.42238°N,4.753904°O  |        |
| Platja de Puerto Chico                   | Vegetació a la Platja. Protecció ZEPA, LIC | Sorra de gra fi i blanc. Urbana                                                                                 | 150 x 22                  | Llanes             | Llanes  | 43° 25′ 07″ N, 4° 44′ 54″ O / 43.418577°N,4.748325°O |        |
| Platja de Toró                           | Vegetació a la Platja. Protecció ZEPA, LIC | Sorra de gra fi i blanc. Semiurbana                                                                             | 220 x 40                  | Llanes             | Llanes  | 43° 24′ 57″ N, 4° 44′ 41″ O / 43.415772°N,4.744592°O |        |
| Platja de Cue o d'Antilles               | Vegetació a la Platja. Protecció ZEPA, LIC | Sorra de gra fi i blanc. Semiurbana                                                                             | 380 x 40                  | Cue                | Llanes  | 43° 24′ 57″ N, 4° 43′ 52″ O / 43.415772°N,4.731073°O |        |
| Platja de Ballota (Llanes)               | Vegetació a la Platja. Protecció ZEPA, LIC | Sorra de gra medio i daurat. Semiurbana                                                                         | 350 x 62                  | Ballota            | Llanes  | 43° 24′ 40″ N, 4° 42′ 50″ O / 43.411065°N,4.713864°O |        |
| Platja Andrín                            | Vegetació a la Platja. Protecció ZEPA, LIC | Sorra de gra fi i blanc. Semiurbana                                                                             | 240 x 62                  | Andrín             | Llanes  | 43° 24′ 35″ N, 4° 42′ 32″ O / 43.409631°N,4.708886°O |        |
| Platja de Vidiago                        | Vegetació a la Platja. Protecció ZEPA, LIC | Sorra de gra fi i daurat. Semiurbana                                                                            | 200 x 52                  | Vidiago            | Llanes  | 43° 24′ 02″ N, 4° 39′ 09″ O / 43.400495°N,4.652452°O |        |
| Platja de Pendueles                      | Vegetació a la Platja. Protecció ZEPA, LIC | Sorra de gra medio i oscuro. Aïllada                                                                            | 150 x 25                  | Padueles           | Llanes  | 43° 23′ 53″ N, 4° 37′ 49″ O / 43.398172°N,4.630394°O |        |
| Platja de Buelna                         | Vegetació a la Platja. Protecció ZEPA, LIC | Sorra de gra fi i blanc. Semiurbana                                                                             | 50 x 20/30 x 12           | Buelna             | Llanes  | 43° 23′ 46″ N, 4° 37′ 10″ O / 43.396239°N,4.619343°O |        |
| Platja de Cobijero                       | Vegetació a la Platja. Protecció ZEPA, LIC | Sorra de gra fi i blanc. Aïllada                                                                                | 30 x 17                   | Buelna             | Llanes  | 43° 23′ 45″ N, 4° 36′ 36″ O / 43.395709°N,4.609966°O |        |
| Platja La Presa                          | Vegetació a la Platja. Protecció ZEPA, LIC | Sorra de gra fi i blanc. Aïllada                                                                                | 30 x 17                   | Buelna             | Llanes  | 43° 23′ 45″ N, 4° 36′ 43″ O / 43.395865°N,4.612048°O |        |
| Platja de La Acacia                      | Vegetació a la Platja. Protecció ZEPA, LIC | Sorra de gra fi i blanc. Semiurbà                                                                               | 100 x 35                  | Santiuste          | Llanes  | 43° 23′ 46″ N, 4° 34′ 45″ O / 43.396005°N,4.579217°O |        |

## Ribadedeva
| Nom de la Platja    | Aspectes medioambientals                   | Sól i entorn                                            | longitudxamplada(m) | Localització | concejo    | Coordenades                                             | Imatge |
| ------------------- | ------------------------------------------ | ------------------------------------------------------- | ------------------- | ------------ | ---------- | ------------------------------------------------------- | ------ |
| Platja de La Franca | Vegetació a la Platja. Protecció ZEPA, LIC | Sorra de gra fi i blanc. semiurbà                       | 260 x 141           | La Franca    | Ribadedeva | 43° 23′ 31″ N, 4° 34′ 41″ O / 43.391951°N,4.578038°O    |        |
| Platja Mendía       | Vegetació a la Platja. Protecció ZEPA, LIC | Sorra de gra fi i blanc. Aïllada                        | 480 x 20            | Pimiango     | Ribadedeva | 43° 23′ 59″ N, 4° 32′ 43″ O / 43.3996283°N,4.54519944°O |        |
| Platja El Oso       | Vegetació a la Platja. Protecció ZEPA, LIC | Sorra de gra fi i blanc. Aïllada                        | 100 x 20            | La Franca    | Ribadedeva | 43° 23′ 31″ N, 4° 34′ 41″ O / 43.391951°N,4.578038°O    |        |
| Platja El Vivero    | Vegetació a la Platja. Protecció ZEPA, LIC | Sorra de gra fi i blanc, i afloraments rocosos. Aïllada | 200 x 25            | Pimiango     | Ribadedeva | 43° 23′ 37″ N, 4° 34′ 02″ O / 43.39356°N,4.56710°O      |        |

## Ribadesella
| Nom de la Platja                    | Aspectes medioambientals                   | Sól i entorn                                                | longitudxamplada(m)          | Localització            | concejo     | Coordenades                                          | Imatge |
| ----------------------------------- | ------------------------------------------ | ----------------------------------------------------------- | ---------------------------- | ----------------------- | ----------- | ---------------------------------------------------- | ------ |
| Platja de El Portiello              | Vegetació a la Platja. Protecció ZEPA, LIC | Pedres i roques. Aïllada                                    | 25 x 9                       | Berbes                  | Ribadesella | 43° 28′ 37″ N, 5° 09′ 43″ O / 43.477027°N,5.162072°O |        |
| Platges de Berbes, Vega i La Sierra | Vegetació a la Platja. Protecció ZEPA, LIC | Còdols i sorra, de gra fi i daurat. Semiurbana              | 400 x 25, 1200 x 15, 200x 40 | Berbes                  | Ribadesella | 43° 28′ 40″ N, 5° 08′ 58″ O / 43.477737°N,5.149455°O |        |
| Platja de Tereñes                   | Vegetació a la Platja. Protecció ZEPA, LIC | Pedres i roques i sorra de gra gruixut i fosc. Aïllada      | 750 x 75                     | Leces                   | Ribadesella | 43° 28′ 27″ N, 5° 06′ 04″ O / 43.474256°N,5.101132°O |        |
| Platja de Santa Marina              | Vegetació a la Platja. Protecció ZEPA, LIC | Sorra de gra fi i daurat. Urbana                            | 1150 x 63                    | Ribadesella (parròquia) | Ribadesella | 43° 27′ 55″ N, 5° 04′ 14″ O / 43.465255°N,5.07062°O  |        |
| Platja de L'Atalaya                 | Vegetació a la Platja. Protecció ZEPA, LIC | Còdols i sorra de gra fi i daurat. Urbana                   | 100 x 35                     | Ribadesella (parròquia) | Ribadesella | 43° 27′ 50″ N, 5° 03′ 20″ O / 43.463822°N,5.055513°O |        |
| Platja d'Aberdil                    | Vegetació a la Platja. Protecció ZEPA, LIC | Pedres, roca i escassa sorra de gra mitjà i daurat. Aïllada | 300 x 15                     | Ribadesella (parròquia) | Ribadesella | 43° 27′ 41″ N, 5° 02′ 42″ O / 43.461268°N,5.044999°O |        |
| Platja d'Arra                       | Vegetació a la Platja. Protecció ZEPA, LIC | Bitlles / Roques i sorra de gra gruixut i daurat. Aïllada   | 320 x 12                     | Collera                 | Ribadesella | 43° 27′ 40″ N, 5° 02′ 21″ O / 43.461143°N,5.039291°O |        |

## Villaviciosa
| Nom de la Platja               | Aspectes medioambientals                                     | Sól i entorn                                        | longitudxamplada(m) | Localització             | concejo      | Coordenades                                          | Imatge            |
| ------------------------------ | ------------------------------------------------------------ | --------------------------------------------------- | ------------------- | ------------------------ | ------------ | ---------------------------------------------------- | ----------------- |
| Platja de la Ñora              | Vegetació en la platja. LIC                                  | Sorra de gra fi i torrat. Semiurbana                | 250 x 70            | Quintueles               | Villaviciosa | 43° 32′ 50″ N, 5° 35′ 24″ O / 43.547117°N,5.590024°O | miniaturadeimagen |
| Platja España                  | Vegetació en la platja. LIC                                  | Pedres/Grava i Sorra de gra fi i daurat. Semiurbana | 440 x 74            | Villaverde La Marina     | Villaviciosa | 43° 32′ 40″ N, 5° 35′ 36″ O / 43.544442°N,5.59342°O  | miniaturadeimagen |
| Platja de Merón (Villaviciosa) | Vegetació en la platja. LIC                                  | Grava i Sorra de gra fi i daurat. Aïllada           | 200 x 90            | Argüero                  | Villaviciosa | 43° 32′ 37″ N, 5° 29′ 40″ O / 43.543649°N,5.494323°O | miniaturadeimagen |
| Platja de Tazones              | Vegetació en la platja. LIC                                  | Pedres i Sorra de gra fi i fosc. Urbana             | 180 x 30            | Tazones                  | Villaviciosa | 43° 32′ 41″ N, 5° 24′ 00″ O / 43.544644°N,5.399909°O | miniaturadeimagen |
| Platja de El Puntal (Astúries) | Vegetació en la platja. Reserva natural, Protecció ZEPA, LIC | Roques/Sorra de gra fi i daurat. Semiurbana         | 150 x 30            | San Martín del Mar       | Villaviciosa | 43° 31′ 46″ N, 5° 23′ 17″ O / 43.529338°N,5.388°O    | miniaturadeimagen |
| Platja de Misiego              | Vegetació en la platja. Reserva natural, Protecció ZEPA, LIC | Sorra de gra fi i fosc. Semiurbana                  | 1100 x 155          | Selorio                  | Villaviciosa | 43° 31′ 18″ N, 5° 22′ 56″ O / 43.521637°N,5.382185°O |                   |
| Platja de Rodiles              | Vegetació en la platja. Reserva natural, Protecció ZEPA, LIC | Sorra de gra fi i torrat. Semiurbana                | 1000 x 295          | Selorio                  | Villaviciosa | 43° 31′ 57″ N, 5° 22′ 57″ O / 43.532527°N,5.382442°O | miniaturadeimagen |
| Platja de Conejera             | Vegetació en la platja. LIC                                  | Pedres/Sorra de gra fi i fosc. Aïllada              | 175 x 10            | Selorio                  | Villaviciosa | 43° 31′ 59″ N, 5° 22′ 00″ O / 43.532963°N,5.36665°O  |                   |
| Platja de Bonome               | Vegetació en la platja. Reserva natural, Protecció ZEPA, LIC | Sediments/Sorra de gra fi i fosc. Semiurbana        | 100 x 50            | Villaviciosa (parròquia) | Villaviciosa | 43° 31′ 46″ N, 5° 23′ 17″ O / 43.529338°N,5.388°O    |                   |